# 笠寺道駅
笠寺道駅（かさでらみちえき）は、かつて愛知県東春日井郡守山町大字小幡字新城（現在の名古屋市守山区新城）にあった名古屋鉄道瀬戸線の駅（廃駅）である。
第二次世界大戦中の1944年（昭和19年）に休止された後、再開することなく、1969年（昭和44年）に廃止された。

## 駅概要
尾張北部から笠寺観音への街道（笠寺道）と交差する地点に設置されたことからこの名が付いた。
相対式2面2線のホームであった。ただし、ホームは踏み切りを挟んで、上りホームが東側にあり、下りホームが西側にあった。駅舎は、木造平屋建の駅舎が上り線側にあるだけであった。
休止から60年以上も旧駅舎は残されていたが、2012年に解体された。旧ホームは依然として線路脇に残っているが、現在矢田駅付近から小幡駅まで、立体交差事業の構想があり、近く旧ホームも撤去される可能性がある。

## 歴史
- 1905年（明治38年）4月2日 - 開業
- 1944年（昭和19年） - 休止
- 1969年（昭和44年）4月2日 - 廃止

## 隣の駅
名古屋鉄道（名鉄）
瀬戸線
瓢箪山 - 笠寺道駅 - 小幡